# Seven Deadly Sins
Seven Deadly Sins (七つの大罪, Nanatsu no taizai, litt. « Sept péchés capitaux ») est un shōnen manga écrit et dessiné par Nakaba Suzuki. Il est prépublié entre octobre 2012 et mars 2020 dans le magazine Weekly Shōnen Magazine de l'éditeur Kōdansha, et est compilé en un total de quarante-et-un tomes. La version française est éditée par Pika Édition de mars 2014 à février 2021.
Une adaptation en série télévisée d'animation produite par le studio A-1 Pictures est diffusée entre octobre 2014 et mars 2015. Quatre épisodes spéciaux sont diffusés entre août et septembre 2016. Une seconde saison est diffusée entre janvier et juin 2018. Deux OAV ont également été produits, et un film d'animation est diffusé en août 2018 au Japon. Une troisième saison est diffusée entre octobre 2019 à mars 2020, suivi d'une quatrième saison entre janvier et juin 2021, tandis que deux autres films d'animation sont diffusés. La série animée est diffusée à l'international sur Netflix.
Une suite intitulée Four Knights of the Apocalypse débute le 27 janvier 2021.

## Synopsis
Liones, royaume de Britannia. Le Grand Maître des Chevaliers Sacrés Zaratras a été sauvagement assassiné, et les fautifs seraient un ordre de chevaliers légendaires au nombre de sept au service du roi qui voulaient renverser le trône. Dix ans plus tard, une jeune fille nommée Elizabeth Liones part à la recherche de ces mystérieux chevaliers qui faisaient autrefois la fierté de Liones : les Seven Deadly Sins, un groupe réunissant sept grands criminels choisis par le roi en personne, pour déjouer un complot manigancé par les chevaliers sacrés contre la royauté. C’est alors qu’elle échoue au Boar Hat, une taverne dont le propriétaire est un petit garçon accompagné de son cochon Hawk.
Mais quelle n'est pas sa surprise lorsqu’elle découvre que l’enfant à la tête de la taverne n’est autre que le Péché du Dragon de la Colère, chef des Seven Deadly Sins, Meliodas.
C’est alors que débutent leurs aventures à la recherche des six autres Deadly Sins, afin de sauver Liones.

## Personnages
- Meliodas - Le péché de la colère (Le chef des Sept Péchés Capitaux)
- Diane - Le péché de l'envie (La géante, spécialiste de la Terre)
- Ban - Le péché de l'avarice (Le voleur immortel)
- King - Le péché de la paresse (Le roi des fées)
- Gowther - Le péché de la luxure (L'archer démoniaque)
- Merlin - Le péché de la gourmandise (La sorcière toute-puissante)
- Escanor - Le péché de l'orgueil (L'homme le plus fort du monde, à son apogée)
- Elizabeth Liones - La princesse humaine et la réincarnation de la déesse Elizabeth
- Zeldris - Le frère de Meliodas et l'un des commandants des Dix Commandements
- Arthur Pendragon - Le roi légendaire d'Angleterre, l'allié des Sept Péchés Capitaux.

## Manga

Logo original du manga.

Écrit et dessiné par Nakaba Suzuki, le manga a débuté en tant que one shot publié le 22 novembre 2011 dans le Weekly Shōnen Magazine. La prépublication a ensuite commencé le 10 octobre 2012, et le premier volume relié est sorti le 15 février 2013. En janvier 2015, l'auteur annonce la fin du premier arc du manga sur les trois de prévus. Dans l'entête du tome 20, l'auteur annonce en être à la seconde moitié de l'histoire. En mai 2019, l'auteur déclare que le manga a atteint son climax. Le dernier chapitre est finalement publié le 25 mars 2020, et le manga compte un total de 41 tomes.
La version française est éditée par Pika Édition depuis mars 2014, et le dernier tome est sorti le 3 février 2021. Le manga est également édité en Amérique du Nord par Kodansha Comics USA, ainsi que dans 170 pays en version numérique par Crunchyroll.
Liste des arcs narratifs officiellement canon :
1. Saga libération de Liones :
  - Arc introduction
  - Arc forêt des rêves blancs
  - Arc de la prison de Baste
  - Arc de la capitale des défunts
  - Arc du tournoi de Vaizel
    - Partie tournoi
    - Partie chevalier sacré

  - Arc du géant en armure
  - Arc libération de Liones
2. Saga de la nouvelle guerre sainte
  - Arc Albion
  - Arc entrainement d'Istar
  - Arc des vampires d'Edimbourg (Spin-off)
  - Arc résurrection des morts
  - Arc labyrinthe de Vaizel
  - Arc défense de Liones
  - Arc de la première guerre sainte
  - Arc de Corand
  - Arc sauvetage d'Elizabeth
  - Arc de la nouvelle guerre sainte
    - Partie Estarossa
    - Partie bataille de Camelot
3. Saga héritage du roi Démon
  - Arc lac Salisbury
  - Arc roi du Chaos
  - Arc des déesses (film)
4. Saga des 4 cavaliers de l'Apocalypse (suite)
  - Arc Lancelot (one-shot)
  - Arc Grudge of Edimbourg (film)
  - Arc du doigt de Dieu
  - Arc ravin de l'Echo
  - Arc Sistana
  - Arc Cant
  - Arc du village de Dalflare
  - Arc des talismans osbcures
  - Arc Liones
  - Arc Wallnack
  - Arc du royaume des démons
5. Saga apogée de Camelot
  - Arc Evasion de Camelot
  - Arc de l'attaque du royaume des fées
  - Arc du tournoi

## Anime

### Série télévisée

Logo de la série d'animation.

L'adaptation en série télévisée d'animation est annoncée en avril 2014. Elle est produite par le studio A-1 Pictures avec une réalisation de Tensai Okamura, un scénario de Shotaro Suga et des compositions de Hiroyuki Sawano. Celle-ci débute le 5 octobre 2014 au Japon. Elle comporte 24 épisodes et est compilée en neuf coffrets DVD/Blu-ray entre janvier et septembre 2015. La première saison adapte le manga du tome 1 (chapitre 1) au tome 13 (chapitre 103).
Une seconde saison est annoncée en septembre 2015. Quatre épisodes spéciaux intitulés Signs of Holy War sont diffusés à partir d'août 2016.
La deuxième saison est diffusée depuis le 6 janvier 2018 à la télévision japonaise. La deuxième saison adapte le manga du tome 13 (chapitre 103) au tome 24 (chapitre 197). 
Une troisième saison intitulée Wrath of the Gods est diffusée entre octobre 2019 et mars 2020. Cette saison adapte un point culminant de l'histoire. Elle est produite par le Studio Deen avec Susumu Nishizawa et Rintarō Ikeda comme réalisateur et scénariste qui remplace ici Takeshi Furuta et Takao Yoshioka, anciens réalisateur et scénariste de la série. Hiroyuki Sawano, Kohta Yamamoto et Takafumi Wada reprennent quant à eux leur rôle de compositeurs de la série,.
Une quatrième saison intitulée Dragon's Judgement est diffusée entre janvier et juin 2021.
À l'international, la série est diffusée en streaming sur Netflix à partir de novembre 2015 et disponible en France en DVD/Blu-ray chez Kana Home Video depuis le 5 décembre 2017 pour la saison 1. La saison 2 est diffusée en streaming sur Netflix depuis octobre 2018, et la saison 3 depuis août 2020

#### Découpage des épisodes
Voici l’organisation chronologique des épisodes par saisons et arcs :
- Saison 1 :

1. Arc d’introduction (épisodes 1 et 2)
2. Arc Forêt des Rêves Blancs (épisodes 3 et 4)
3. Arc Donjon de Baste (épisodes 5 et 6)
4. Arc Capitale des morts (épisodes 7 à 9)
5. Arc Festival du combat de Vaizel (épisodes 10 à 13)
6. Arc Gowther (épisodes 14 et 15)
7. Arc Guerre Sainte (épisodes 16 à 24)

- Signs of Holy War

1. Arc Post-Infiltration du Royaume (épisodes 1 à 4)

- Saison 2 - Revival of the Commandments

1. Arc Prologue (épisode 0)
2. Arc Post-Infiltration du Royaume (épisodes 1 et 2)
3. Arc Albions (épisodes 3 à 5)
4. Arc Istar (épisodes 6 à 9)
5. Arc Ravens (épisodes 9 à 14)
6. Arc Festival de la Grande Fête (épisodes 15 à 20)
7. Arc Bataille Défensive de Liones (épisodes 20 à 24)

- Saison 3 - Wrath of the Gods

1. Arc Souvenirs de la Guerre Sainte (épisodes 1 à 8)
2. Arc Corand (épisodes 9 à 13)
3. Arc Prélude de la nouvelle Guerre Sainte (épisodes 13 à 21)
4. Arc Nouvelle Guerre Sainte (épisodes 21 à 24)

- Saison 4 - Dragon's Judgement

1. Arc Nouvelle Guerre Sainte (suite) (épisodes 1 à 13)
2. Arc Roi des Démons (épisodes 13 à 21)
3. Arc Roi du chaos (épisodes 21 à 23)
4. Arc Epilogue (épisode 24)

#### Musiques
| Générique | Épisodes           | Début                                    | Début              | Fin                 | Fin                       |
| Générique | Épisodes           | Titre                                    | Artiste            | Titre               | Artiste                   |
| --------- | ------------------ | ---------------------------------------- | ------------------ | ------------------- | ------------------------- |
| 1         | Saison 1 : 1 – 12  | Netsujō no Spectrum (熱情のスペクトラム) | Ikimono Gakari     | 7-seven-            | FLOW x GRANRODEO          |
| 2         | Saison 1 : 13 – 24 | Seven Deadly Sins                        | MAN WITH A MISSION | Season              | Alisa Takigawa            |
| 3         | Signs of Holy War  | CLASSIC                                  | Mucc               | Iroasenai Hitomi    | Alisa Takigawa            |
| 4         | Saison 2 : 1 – 12  | Howling                                  | FLOW x GRANRODEO   | Beautiful Performed | Anly                      |
| 5         | Saison 2 : 13 – 24 | Ame ga Furu kara Niji ga Deru            | Sky Peace          | Chikai              | Sora Amamiya              |
| 6         | Saison 3 : 1 – 12  | ROB THE FRONTIER                         | UVERworld          | Regeneration        | Sora Amamiya              |
| 7         | Saison 3 : 13 – 24 | delete                                   | SID                | Good day            | Kana Adachi               |
| 8         | Saison 4 : 1 – 12  | Hikari Are                               | Akihito Okano      | Time                | SawanoHiroyuki[nZk]:ReoNa |
| 9         | Saison 4 : 13 – 24 | Eien no Aria (永遠のAria)                | Sora Amamiya       | NAMELY              | UVERworld                 |

### Films

#### Seven Deadly Sins: Prisonners of the Sky
Un film d'animation intitulé Seven Deadly Sins - Prisoners of the Sky est sorti le 18 août 2018 au Japon.
Fiche technique
- Titre original : Nanatsu no Taizai, Eiga : Tenkuu no Torawarebito
- Titre anglais : The Seven Deadly Sins, The Movie: Prisoners of the Sky
- Titre français traduit : Les sept péchés capitaux, le film : Prisonniers du Ciel
- Directeur : Noriyuki Abe et Yasuto Nishikata
- Scénario : Makoto Uezu
- Musique : Hiroyuki Sawano et Takafumi Wada
- Directeur d’animation :
- Studio d’animation : A-1 Pictures
- Dates de sortie
  -  Japon : 18 août 2018
  -  France : 1er janvier 2019 sur Netflix

#### Seven Deadly Sins: Cursed by Light
Un deuxième film d'animation intitulé Seven Deadly Sins - Cursed by Light est sorti le 2 juillet 2021 au Japon.
Fiche technique
- Titre original : Nanatsu no Taizai: Hikari no Norowareshi Mono-tachi
- Titre anglais : The Seven Deadly Sins, The Movie: Cursed by Light
- Titre français traduit : Les sept péchés capitaux, le film : Maudit par la lumière
- Directeur : Takayuki Hamana
- Scénario : Rintarō Ikeda
- Musique :
- Directeur d’animation :
- Studio d’animation : Studio Deen
- Dates de sortie
  -  Japon : 2 juillet 2021
  -  France : 1er octobre 2021 sur Netflix

#### Seven Deadly Sins: Grudge of Edinburgh
Un troisième film d'animation intitulé Seven Deadly Sins: Grudge of Edinburgh, divisé en deux parties, est annoncé en novembre 2021. Il traite des aventures du fils de Meliodas, Tristan.
La première partie est sortie le 20 décembre 2022 à l'international sur Netflix. La deuxième partie est prevue pour août 2023.
Fiche technique
- Titre original : Nanatsu no Taizai: Hikari no Norowareshi Mono-tachi
- Titre anglais : The Seven Deadly Sins, The Movie: Grudge of Edinburgh
- Titre français traduit : Les sept péchés capitaux, le film : Rancune d'Edimbourg
- Directeur : Bob Shirahata et Noriyuki Abe
- Scénario : Rintarō Ikeda
- Histoire : Nakaba Suzuki
- Musique : Kohta Yamamoto et Hiroyuki Sawano
- Directeur d’animation : Alfred Imageworks et Marvy Jack
- Studio d’animation :
- Dates de sortie
  -  : 20 décembre 2022 (1er partie) sur Netflix
  -  : août 2023 (2e partie) sur Netflix

### Doublage
| Personnages            | Personnages            | Voix japonaises   | Voix françaises                                               |
| ---------------------- | ---------------------- | ----------------- | ------------------------------------------------------------- |
| Meliodas               | Meliodas               | Yūki Kaji         | Benjamin Bollen                                               |
| Elizabeth Liones / Liz | Elizabeth Liones / Liz | Sora Amamiya      | Adeline Chetail                                               |
| Hawk                   | Hawk                   | Misaki Kuno       | Patricia Legrand                                              |
| Diane                  | Diane                  | Aoi Yūki          | Caroline Mozzone                                              |
| Ban                    | Ban                    | Tatsuhisa Suzuki  | Arnaud Laurent                                                |
| King                   | King                   | Jun Fukuyama      | Julien Crampon (s1-2) Enzo Ratsito (s3-4)                     |
| Gowther                | Gowther                | Yūhei Takagi      | Jean-François Pagès                                           |
| Merlin                 | Merlin                 | Maaya Sakamoto    | Françoise Escobar                                             |
| Escanor                | Escanor                | Tomokazu Sugita   | Vincent Ribeiro                                               |
| Gilthunder             | Gilthunder             | Mamoru Miyano     | Jérémy Bardeau Isabelle Volpé (enfant)                        |
| Guila                  | Guila                  | Mariya Ise        | Nathalie Bienaimé                                             |
| Griamor                | Griamor                | Takahiro Sakurai  | Tony Marot                                                    |
| Howser                 | Howser                 | Ryōhei Kimura     | Laurent Larcher                                               |
| Jericho                | Jericho                | Marina Inoue      | Isabelle Volpe                                                |
| Hendricksen            | Hendricksen            | Yūya Uchida       | Adrien Solis                                                  |
| Dreyfus / Fraudrin     | Dreyfus / Fraudrin     | Katsuyuki Konishi | Hubert Drac (Dreyfus) François Creton (Fraudin)               |
| Zeldris                | Zeldris                | Yūki Kaji         | Patrice Baudrier                                              |
| Estarossa              | Estarossa              | Hiroki Tōchi      | Patrick Pellegrin                                             |
| Galand                 | Galand                 | Hiroshi Iwasaki   | Frédéric Souterelle                                           |
| Monspeet               | Monspeet               | Kenjiro Tsuda     | Jean-Pierre Leblan                                            |
| Derrieri               | Derrieri               | Ayahi Takagaki    | Sylvie Ferrari                                                |
| Melascula              | Melascula              | Mao Ichimichi     | Olivia Dutron                                                 |
| Drole                  | Drole                  | Daisuke Ono       | Franck Sportis                                                |
| Grayroad               | Grayroad               | Kōji Yusa         | Patrick Pellegrin (voix homme) Nathalie Bienaimé (voix femme) |
| Gloxinia               | Gloxinia               | Yūsuke Kobayashi  | Jessie Lambotte                                               |
| Elaine                 | Elaine                 | Kotori Koiwai     | Bénédicte Rivière                                             |
| Cain Barzad            | Cain Barzad            | Takashi Inagaki   | Patrice Baudrier                                              |
| Bartra Liones          | Bartra Liones          | Rintarō Nishi     | Philippe Roullier                                             |
| Margaret Liones        | Margaret Liones        | Nana Mizuki       | Sylvie Ferrari                                                |
| Veronica Liones        | Veronica Liones        | Hisako Kanemoto   | Olivia Dutron                                                 |
| Arthur Pendragon       | Arthur Pendragon       | Sachi Kokuryu     | Olivier Podesta                                               |
| Matrona                | Matrona                | Rina Satō         | Myrtille Bakouche                                             |

## Produits dérivés

### Séries dérivées
Dans le magazine spécial du Weekly Shōnen Magazine sorti le 19 octobre 2013, un crossover avec Fairy Tail de Hiro Mashima est publié, au format yonkoma dessiné par l'auteur de l'autre série. Un second cross-over avec Fairy Tail est publié le 25 décembre 2013.
Une série dérivée humoristique intitulée Mayoe! Nanatsu no taizai gakuen! (迷え！七つの大罪学園！) est prépubliée dans le magazine Bessatsu Shōnen Magazine entre le 9 août 2014 et le 8 octobre 2016. Elle est écrite et dessinée par Jūichi Kugi. Celle-ci raconte l'histoire des Seven Deadly Sins en tant qu'étudiant au lycée. Le premier volume relié est commercialisé le 17 février 2015 et le quatrième et dernier volume le 17 novembre 2016,.
Un one shot est publié le 3 octobre 2014 dans le magazine Nakayoshi et décrit une histoire inédite autour de Méliodas et Elizabeth et un second le 20 octobre 2014 dans le Magazine Special racontant la rencontre entre Méliodas et Hawk.
Deux séries dérivées sont publiées depuis février 2015 sur l'application Manga Box. La première, intitulée Naku na, tomo yo, raconte la jeunesse de Hendrickson et Dreyfus et la seconde, intitulée Gilthunder no shinjitsu (litt. La Droiture de Gilthunder), suit Gilthunder après le tournoi de Vaizel.
Une série dérivée intitulée Nanatsu no taizai Production, dessinée par Chie Sakamoto, est publiée depuis le 28 novembre 2015 dans le magazine Aria.

### Jeux vidéo
Un jeu vidéo est annoncé le 5 août 2014. Intitulé The Seven Deadly Sins: Unjust Sin (七つの大罪 真実の冤罪, Nanatsu no taizai: Shinjitsu no enzai), il s'agit d'un jeu d'action-aventure développé par Bandai Namco sorti sur Nintendo 3DS le 11 février 2015 au Japon.
Un jeu intitulé The Seven Deadly Sins: The Britannian Traveler est sorti sur PlayStation 4 le 9 février 2018.
Un jeu intitulé The Seven Deadly Sins: Grand Cross est disponible sur Android, IOS et PC depuis le 3 mars 2020 en Europe.

## Réception
En avril 2014, le tirage total de la série s'élève à plus de 3 millions d'exemplaires. Lors de la sortie du douzième tome en décembre 2014, la série s'est écoulée à plus de 10 millions d'exemplaires. Sur la moitié de l'année fiscale 2015, le manga se classe à la première place du top Oricon avec 7 059 400 d'exemplaires vendus au Japon. En novembre 2018, le tirage total atteint les 30 millions d'exemplaires.
Le manga figure dans les bandes dessinée recommandées par des professionnels dans l'édition 2014 de Kono Manga ga Sugoi. Également en 2014, la série est nommée pour le prix Manga Taishō. À l'occasion de l'Anime & Manga Grand Prix, la série reçoit le prix du meilleur espoir anime, de la meilleure série manga et du meilleur shōnen de l'année 2014. En 2015, il remporte le 39e Prix du manga Kōdansha dans la catégorie shōnen, à égalité avec En selle, Sakamichi de Wataru Watanabe.